# Premios Martín Fierro Federal
Los Martín Fierro Federal son premios que se entregan en Argentina a la producción radial y televisiva del interior del país, organizados por la Asociación de Periodistas de la Televisión y la Radiofonía Argentinas (APTRA).

## Historia
Los Premios Martín Fierro comenzaron en la década de 1950,sin embargo este premio comenzó a entregarse a partir de 1991. La primera entrega se realizó en la ciudad de Paraná, provincia de Entre Ríos. Las ceremonias anuales suelen realizarse en diferentes ciudades del país. Desde el año 2012 -en que se premió la producción de 2011- es otorgado el Premio Martín Fierro Federal de Oro.

## Categorías premiadas de Radio y TV
Radio
1. Temas médicos
2. Música clásica
3. Documental
4. Música folklórica
5. Servicios
6. Deportivo
7. Música ciudadana y/o tango
8. Entretenimientos
9. Humorístico
10. Música Pop, Moderna y Jazz
11. Cultural/Educativo
12. Informativo
13. Agropecuario
14. Interés general
15. Infantil
16. Labor animación/conducción femenina
17. Labor animación/conducción masculina
18. Labor Periodística
19. Periodístico

Televisión
1. Cultural/Educativo
2. Agropecuario
3. Documental
4. Infantil
5. Temas Médicos
6. Femenino Culinario
7. Servicios
8. Humorístico
9. Deportivo
10. Entretenimientos
11. Informativo
12. Musical
13. Interés general
14. Periodístico
15. Labor animación/conducción femenina
16. Labor animación/conducción masculina
17. Ficción
18. Labor Periodística

## Martín Fierro Federal de Oro
| Temporada (año) y lugar de la ceremonia                            | Fecha de entrega         | Premiado                                     | Rubro                                         | Medio                                           | Ciudad y Provincia             |
| ------------------------------------------------------------------ | ------------------------ | -------------------------------------------- | --------------------------------------------- | ----------------------------------------------- | ------------------------------ |
| 2011 (Puerto Iguazú, Provincia de Misiones)                        | 29 de septiembre de 2012 | Carlos Eguía                                 | Conductor                                     | Contrafuego TV Canal 8 Somos el Valle Río Negro | Río Negro                      |
| 2012 (Río Hondo, Provincia de Santiago del Estero)                 | 7 de septiembre de 2013  | Juan Alberto Mateyko                         | Conductor                                     | Radio Mitre Córdoba                             | Córdoba                        |
| 2013 (Río Hondo, Provincia de Santiago del Estero)                 | 16 de agosto de 2014     | Horacio Quiroga, el desterrado               | Documental                                    | Cable Norte Televisión                          | Leandro N. Alem, Misiones      |
| 2014 (Ciudad de Santa Fe, Provincia de Santa Fe)                   | 1 de junio de 2015       | Marcelo Garrido                              | Locutor                                       | Cablevisión Santa Fe                            | Santa Fe                       |
| 2015 (Río Hondo, Provincia de Santiago del Estero)                 | 21 de mayo de 2016       | Club Lumiere                                 | Cultural                                      | Canal Somos La Plata                            | Buenos Aires                   |
| 2016 (Río Hondo, Provincia de Santiago del Estero)                 | 29 de julio de 2017      | Telesol Noticias                             | Noticiero                                     | Canal 5 (San Juan)                              | San Juan                       |
| 2017 (Río Hondo, Provincia de Santiago del Estero)                 | 23 de junio de 2018      | La chica que limpia                          | Serie de TV                                   | Canal 10 (Córdoba)                              | Córdoba                        |
| 2018 (Río Hondo, Provincia de Santiago del Estero)                 | 6 de julio de 2019       | El Puente                                    | Periodístico                                  | Radio Mitre Rosario                             | Santa Fe                       |
| 2019 (en forma virtual debido a la Pandemia de COVID-19)           | 17 de enero de 2021      | Marcelo Horacio Dacher                       | Periodista                                    | Cable Norte Televisión                          | Leandro N. Alem, Misiones      |
| 2020 (San Fernando del Valle de Catamarca, Provincia de Catamarca) | 12 de marzo de 2022      | Primera Edición                              | Informativo                                   | Canal 8 (San Juan)                              | San Juan                       |
| 2021 (La Boca, Ciudad Autónoma de Buenos Aires)                    | 4 de marzo de 2023       | Encuarentenados (TV)                         | Ficción                                       | Canal 12 (Córdoba)                              | Córdoba                        |
| 2021 (La Boca, Ciudad Autónoma de Buenos Aires)                    | 4 de marzo de 2023       | Mitre informa primero Rosario (Radio)        | Informativo                                   | Radio Mitre Rosario - FM 96.5                   | Santa Fe                       |
| 2022 (Bahía Blanca, Provincia de Buenos Aires)                     | 23 de septiembre de 2023 | La Caja 10                                   | Entretenimientos                              | Canal 10 (Tucumán)                              | San Miguel de Tucumán, Tucumán |
| 2022 (Bahía Blanca, Provincia de Buenos Aires)                     | 23 de septiembre de 2023 | Panorama                                     | Informativo                                   | LU2 Radio Bahía Blanca                          | Bahía Blanca, Buenos Aires     |
| 2023 (Auditorio Ángel Bustelo, de la Ciudad de Mendoza)            | 8 de junio de 2024       | Noticiero Siete Mediodía                     | Noticiero                                     | Canal 7 de Mendoza                              | Ciudad de Mendoza              |
| 2023 (Auditorio Ángel Bustelo, de la Ciudad de Mendoza)            | 8 de junio de 2024       | Claudio Lassiar, conductor de “Pasen y vean” | Labor Animación Conducción Masculina en Radio | LU9 Radio Mar del Plata                         | Mar del Plata, Buenos Aires    |